# Cloris Leachman
Cloris Leachman (Des Moines, Iowa, 1926. április 30. – Encinitas, Kalifornia, 2021. január 27.) Oscar-, BAFTA- és többszörös Emmy-díjas amerikai színésznő és humorista.

## Fiatalkora
Leachman 1926, április 30-án született az iowai Des Moines-ban, Berkeley Claiborne „Buck” Leachman és Cloris Wallace gyermekeként. Cseh és angol származású. Apja, családi cégük, a Leachman Lumber Company tulajdonosa volt. Két húga közül az idősebbik, Claiborne Cary, szintén színésznő. A középiskola elvégzése utána Leachman az Illinois State University-n majd a Northwestern University-n tanult dráma szakon.
Miután 1946-ban elnyerte a Miss Chicago címet a Miss America verseny keretén belül, fellépett a Des Moines Playhouse társulatával. Nem sokkal később New York-ba költözött.

## Pályafutása

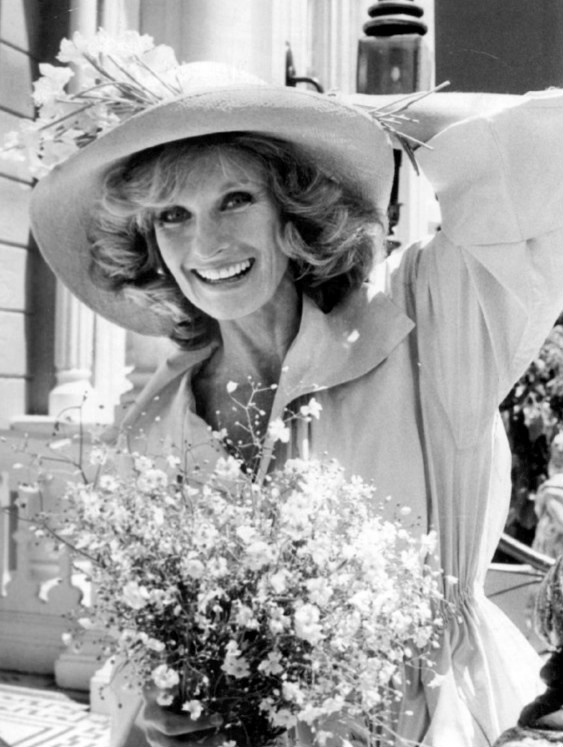
Cloris Leachman mint Phyllis Lindstrom (1974)

Mivel ösztöndíjat nyert a Miss America versenyén, Elia Kazan irányításával, színészetet kezdett el tanulni a New York-i Actors Studióban. Ő alakította Nellie Forbush szerepét Richard Rodgers és Joshua Hammerstein South Pacific című darabjában. Pár évvel később szerepet kapott William Inge Térj vissza, kicsi Sheba című Broadway darabjában (amiből később film is készült), de ki is lépett, mielőtt a darab ténylegesen a Broadway-ra került volna, mert Katharine Hepburn felkérte, hogy legyen a partnere William Shakespeare Ahogy tetszik című darabjában.
1948-ban debütált a The Ford Theatre Hour egyik epizódjában, utána már számos televíziós antológiában és sorozatban kapott felkérést, mikor 1952-ben állandó szerepet nem kapott a The Bob & Ray Show-ban. Első igazi filmes szerepét Robert Aldrich noir klasszikusában: a Csókolj halálosan című filmben kapta 1955-ben. Egy évvel később Paul Newman és Lee Marvin partnere volt a Kínpad című filmben. Leachman az 1950-es és 1960-as években televíziós színésznő maradt, az utóbbi évtized során csak két filmben tűnt fel: Az 1962-es The Chapman Report és az 1969-es Butch Cassidy és a Sundance kölyök ahol ismét Paul Newman volt a partnere.
1971-ben ért karrierje csúcspontjára, mikor a Peter Bogdanovich által rendezett Az utolsó mozielőadás című filmbeli alakítássért elnyerte a legjobb női mellékszereplőnek járó Oscar- és BAFTA-díját. Ezek után még szerepelt pár nagyjátékfilmben (köztük három Mel Brooks filmben), de leginkább megmaradt a televíziónál.
A 70es években ötször jelölték Emmy-díjra Phyllis Lindstrom megformálásáért a The Mary Tyler Moore Show valamint az abból készült spin-off a Phyllis című sorozatban. Ebből két Emmy-díjat vitt el mint legjobb női mellékszereplő  (vígjátéksorozatban) valamint egy Golden Globe-díjat mint legjobb női főszereplő a Phyllis-ben nyújtott alakításáért. 1973-ban szintén elnyerte legjobb női főszereplőnek járó Emmy-díját az A Brand New Life című sorozat főszerepéért. 1998-ban pedig Az ígéret földje című sorozat legjobb vendégszereplőjeként vehette át ugyanezt a díjat.
A későbbi években számos vígjátéksorozatban, illetve vígjátékban vállalt mellékszerepeket. 2001-től állandó vendégszereplője volt a  Már megint Malcom című vígjáték sorozatnak, amiért további két Emmy-díjjal jutalmazták. 2004-ben a Spangol – Magamat se értem című filmben játszott együtt Adam Sandlerrel és Téa Leonival. Alakításáért SAG-díjra jelölték, mint legjobb női mellékszereplő. A film újra összehozta őt a The Mary Tyler Moore Show írójával, producerével és rendezőjével, James L. Brooks-szal. Ugyanebben az évben szintén együtt játszott Adam Sandlerrel a Csontdaráló című filmben. 2005-ben Charlie Harper szomszédjaként, Normaként vendégszerepelta a Két pasi – meg egy kicsi című sorozat egyik epizódjában.
2006-ban Leachman, feltűnt Sir Ben Kingsley és Annette Bening főszereplésével bemutatott Mrs. Harris című sorozatban, amiért Emmy-díjra és SAG-díjra jelölték a legjobb női mellékszereplő kategóriában.
2011-ben Leachman bekerült a Television Academy Hall of Fame-be. Ugyan abban az évben a TV Guide Network-ön a 23. legviccesebb színésznőnek lett besorolva.
2014. június 20-án Leachman tiszteletbeli diplomát kapott a Northwestern University-n.

## Magánélete
1953-ban hozzáment George Englund producerhez, akitől öt gyermeke született.
2021 január 27-én hunyt el 94 évesen, a kaliforniai Encinitas-ban.

## Fordítás
- Ez a szócikk részben vagy egészben  a   Cloris Leachman című angol Wikipédia-szócikk ezen változatának fordításán alapul.  Az eredeti cikk szerkesztőit annak laptörténete sorolja fel. Ez a jelzés csupán a megfogalmazás eredetét és a szerzői jogokat jelzi, nem szolgál a cikkben szereplő információk forrásmegjelöléseként.